# George Bonhag
George Valentine Bonhag (Boston, 31 gennaio 1882 – Bronx, 30 ottobre 1960) è stato un mezzofondista, marciatore e siepista statunitense, medaglia d'oro nei 3000 metri a squadre ai Giochi olimpici di Stoccolma 1912.

## Biografia
Nel 1906 partecipò ai Giochi olimpici intermedi vincendo la medaglia d'oro nella marcia 1500 m, con il tempo di 7'12"6, e posizionandosi 4º nelle 5 miglia e 6º nei 1500 m piani. Due anni dopo prese parte ai Giochi olimpici di Londra 1908 conquistando la medaglia d'argento nelle 3 miglia a squadre, insieme a John Eisele e Herb Trube.
Nel 1912 vinse la medaglia d'oro nelle 3 miglia a squadre ai Giochi olimpici di Stoccolma con i connazionali Tell Berna, Abel Kiviat, Louis Scott e Norman Taber; inoltre, si classificò 4º nei 5000 m piani con il tempo stimato di 15'09"8.

## Palmarès
| Anno | Manifestazione            | Sede        | Evento             | Risultato | Prestazione   | Note |
| ---- | ------------------------- | ----------- | ------------------ | --------- | ------------- | ---- |
| 1904 | Giochi olimpici           | Saint Louis | 800 m piani        | n/d       | n/d           |      |
| 1906 | Giochi olimpici intermedi | Atene       | 1500 m piani       | 6º        | n/d           |      |
| 1906 | Giochi olimpici intermedi | Atene       | 5 miglia           | 4º        | n/d           |      |
| 1906 | Giochi olimpici intermedi | Atene       | Marcia 1500 m      | Oro       | 7'12"6        |      |
| 1908 | Giochi olimpici           | Londra      | 3200 m siepi       | Batteria  | dnf           |      |
| 1908 | Giochi olimpici           | Londra      | 3 miglia a squadre | Argento   | 19 p.         |      |
| 1912 | Giochi olimpici           | Stoccolma   | 5000 m piani       | 4º        | 15'09"8 s     |      |
| 1912 | Giochi olimpici           | Stoccolma   | 3000 m a squadre   | Oro       | 9 p. (8'46"6) |      |
| 1912 | Giochi olimpici           | Stoccolma   | Cross              | dnf       | dnf           |      |
| 1912 | Giochi olimpici           | Stoccolma   | Cross a squadre    | dnf       | dnf           |      |